# Jefferson City (Missouri)
Jefferson City is de hoofdstad van Missouri, een staat in de Verenigde Staten van Amerika. Bij de volkstelling in 2000 was de populatie 39.636. De stad ligt zowel in de county Cole als in de county Callaway.
De stad is genoemd naar de derde president van de Verenigde Staten, Thomas Jefferson.
Jefferson City ligt op de zuidelijke oever van de Missouri River. Aan de overzijde van de rivier ligt het plaatselijke vliegveld, Jefferson City Memorial Airport. Er is een oeververbinding, de dubbel uitgevoerde vakwerkbrug Jefferson City Bridge. 
Jefferson City ligt aan de autowegen U.S. Route 50, U.S. Route 54 en U.S. Route 63. U.S. Route 54 en 63 kruisen de Missouri River langs de Jefferson City Bridge.

## Plaatsen in de nabije omgeving
De onderstaande figuur toont nabijgelegen plaatsen in een straal van 16 km rond Jefferson City.

## Bekende inwoners van Jefferson City

### Geboren
- Jack Kilby (1923-2005), natuurkundige en Nobelprijswinnaar (2000)
- Cedric the Entertainer (1964), komiek en acteur
- Christian Cantwell (1980), kogelstoter

### Overleden
- Mark Dinning (1933-1986), popzanger